# Пойнингс, Элеанора, 5-я баронесса Пойнингс
Элеанора Пойнингс (англ. Eleanor Poynings; приблизительно 1422 — февраль 1484) — английская аристократка, 5-я баронесса Пойнингс в своём праве с 1446 года. Единственная дочь сэра Ричарда Пойнингса и Джоан Сомер, внучка Роберта Пойнингса, 4-го барона Пойнингса. Рано потеряла отца, после смерти деда унаследовала титул и семейные владения (главным образом в Сассексе). Вышла замуж за Генри Перси, которого вызывали в парламент как барона Пойнингса по праву жены, в 1455 году стала графиней Нортумберленд в браке. Детьми Элеаноры были:
- Генри Перси (1449—1489), 4-й граф Нортумберленд, 6-й барон Пойнингс;
- Анна Перси (1444—1522), жена сэра Томаса Хангерфорда, затем сэра Лоуренса Рейнсфорда, затем сэра Томаса Вогана[3];
- Маргарет Перси (примерно 1447 — ?), жена сэра Уильяма Гаскойна[4];
- Элизабет (примерно 1460—1512), жена Генри Скрупа, 6-го барона Скрупа из Болтона[5].